# Tha Last Meal
Tha Last Meal är ett soloalbum av den amerikanske hiphop-artisten Snoop Dogg. 
Enligt SoundScan sålde albumet 397 238 kopior första veckan. 
Albumets innehåll läckte ut på internet 1 december 2000. Det var Suge Knight som gjorde alla spår på skivan nedladdningsbara. 

## Låtlista
| Nr | Titel                                   | Gästartist(er)                                              | Producent(er)             | Längd |
| -- | --------------------------------------- | ----------------------------------------------------------- | ------------------------- | ----- |
| 1  | "Intro"                                 | -                                                           | Dr. Dre                   | 1:20  |
| 2  | "Hennesey N Buddah"                     | Kokane                                                      | Dr. Dre & Mike Elizondo.  | 4:12  |
| 3  | "Snoop Dogg (What's My Name II)"        | -                                                           | Timbaland                 | 4:05  |
| 4  | "True Lies"                             | Kokane                                                      | Dr. Dre & Mike Elizondo   | 4:01  |
| 5  | "Wrong Idea"                            | Bad Azz, Kokane & Lil' HD                                   | Jellyroll                 | 4:14  |
| 6  | "Go Away"                               | Kokane                                                      | Meech Wells               | 4:52  |
| 7  | "Set It Off"                            | MC Ren, Ice Cube, Lady of Rage, Nate Dogg & Kurupt          | Timbaland                 | 4:52  |
| 8  | "Stacey Adams"                          | Kokane                                                      | Battlecat                 | 4:35  |
| 9  | "Lay Low"                               | Master P, Nate Dogg, Butch Cassidy, Goldie Loc & Tray Deee) | Dr. Dre & Mike Elizondo.  | 3:43  |
| 10 | "Bring It On"                           | Suga Free & Kokane                                          | Jellyroll                 | 4:17  |
| 11 | "Game Court (Skit)"                     | Mac Minista                                                 |                           | 2:10  |
| 12 | "Issues"                                | -                                                           | Meech Wells               | 2:39  |
| 13 | "Brake Fluid (Biiittch Pump Yo Brakes)" | Kokane                                                      | Scott Storch              | 5:56  |
| 14 | "Ready 2 Ryde"                          | Eve                                                         | Scott Storch              | 4:21  |
| 15 | "Losin' Control"                        | Soopafly & Butch Cassidy                                    | Soopafly &                | 4:09  |
| 16 | "I Can't Swim"                          | -                                                           | Jelly Roll & Casey Wilson | 4:17  |
| 17 | "Leave Me Alone"                        | -                                                           | Battlecat                 | 4:12  |
| 18 | "Back Up Off Me"                        | Master P & Mr. Magic                                        | Carlos Stephens           | 5:15  |
| 19 | "Y'all Gone Miss Me"                    | Kokane                                                      | Scott Storch              | 4:15  |